# Dappi
Dappi (en rus: Даппы) és un poble del krai de Khabàrovsk, a Rússia, que el 2018 tenia 319 habitants. Pertany al districte rural de Komsomolsk na Amure.